# I’m Just a Kid
I’m Just a Kid (ang., „Jestem tylko dzieciakiem”) – debiutancki singiel kanadyjskiej grupy Simple Plan. Piosenka została wykorzystana jako soundtrack do filmu Nowy.

## Lista utworów
1. „I’m Just a Kid”
2. „One By One”
3. „Grow Up”